# Amazonas Energia
A Amazonas Energia é uma empresa de distribuição de energia, pertencente a Oliveira Energia, com concessão para todo o estado do Amazonas. Até meados de 2019 era subsidiária da Eletrobras.

## História
A Amazonas Energia teve várias denominações desde sua origem:
- Centrais Elétricas de Manaus
- Companhia Energética do Amazonas - CEAM
- Eletrobras Distribuição Amazonas
- Amazonas Energia

### Centrais Elétricas de Manaus
Suas origens remontam a 1895, quando foi fundada Manaus Eletric Lighting Company, incorporada pelo governo do Estado do Amazonas em 1898. Em 1908 foi arrendada pelo Engenheiro Antônio Lavandaira, que repassou para The Manaos Tramways and Light Company em 1918. Em 1950 volta às mãos do governo estadual com o nome de Centrais Elétricas de Manaus, sendo que em 1962 a Eletrobras, recém criada, passa ser a maior acionista. Em 1980 passa às mãos da Eletronorte. Em 1997 a Eletronorte cria a Manaus Energia S.A. como sua subsidiária integral.

### Companhia Energética do Amazonas
A Companhia Energética do Amazonas - CEAM foi uma empresa estadual, que gerava e distribuía a energia para o interior do Estado (antiga Centrais Elétricas do Amazonas - CELETRAMAZON).

### Eletrobras Distribuição Amazonas
Em 2008 a Manaus Energia incorpora a Companhia Energética do Amazonas, passa o controle acionário para holding Eletrobras, mudando o nome para Amazonas Distribuidora de Energia S.A.
Após sucessivos exercícios com resultados negativos, a empresa foi mantida como estatal, sendo autorizada sua desestatização em 2015 durante o segundo mandato da então presidente Dilma Rousseff, ocorrendo seu leilão somente ao final de 2018 após vários adiamentos.

### Amazonas Energia
A empresa foi arrematada pelo consórcio formado pela Oliveira Energia, empresa que opera nos Sistemas Isolados na Região Norte, e a distribuidora de petróleo Atem. O leilão foi realizado no dia 10 de dezembro de 2018 na sede da B3, antiga BM&FBovespa, em São Paulo.
A proposta vencedora previu um índice combinado de flexibilização tarifária e outorga de zero, ou seja, sem deságio na tarifa. O consórcio, único a apresentar uma proposta, deverá ainda fazer um aporte inicial de R$ 491,4 milhões, além de pagar os R$ 50 mil pelas ações definidas em edital pelo Banco Nacional de Desenvolvimento Econômico e Social (BNDES). A empresa assumirá ainda a dívida de R$ 2,1 bilhões da empresa.
A compra foi questionada pela Go Power & Air, empresa que atua no segmento de aluguel de geradores de energia no Amazonas e que também presta serviços à distribuidora privatizada.  A Go Power & Air entrou como terceiro interessado no caso e alegou risco de verticalização do mercado no Estado, pois a Oliveira Energia, um dos novos controladores da distribuidora, poderia privilegiar o aluguel de seus próprios equipamentos.
Contudo, o Conselho Administrativo de Defesa Econômica (Cade) aprovou, sem restrições, a compra da Amazonas Energia pelo Consórcio Oliveira Energia/Atem, conforme despacho publicado no Diário Oficial da União (DOU) do dia 18 de fevereiro de 2019.
O processo de compra foi concluído em 10 de abril de 2019, em 15 de abril o Consórcio assume a concessão.
Em 2020, a Atem anunciou a venda de sua participação na distribuidora para a Oliveira Energia.